# Julia Pleshkova
Julia Mikhaïlovna Pleshkova (en russe : Юлия Михайловна Плешкова) est une skieuse alpine russe, née le 17 mai 1997 à Ielizovo.

## Biographie
Pleshkova commence la compétition internationale lors de la saison 2013-2014.
En 2017, elle prend à ses premiers championnats internationaux avec l'Universiade à Almaty et les Championnats du monde junior.
Durant la saison 2017-2018, elle découvre la Coupe d'Europe, y marquant ses premiers points, avant de remporter la médaille de bronze à la descente aux Championnats du monde junior à Davos, puis devient championne de Russie dans cette discipline.
Elle est sélectionnée pour les Championnats du monde 2019, sa première compétition dans l'élite, où elle est 31e de la descente. Peu de temps après, elle prend part pour la première fois à la Coupe du monde, terminant dans les points à la descente de Crans Montana (26e).
Pleshkova remporte une médaille de bronze à l'Universiade d'hiver de 2019 slalom géant à Krasnoïarsk.
En 2019-2020, elle inscrit des points dans la Coupe du monde sur trois disciplines : descente, super G et combiné alpin.
En janvier 2021, elle se place pour la première fois dans les vingt premières dans la Coupe du monde, avec une 18e au super G de Sankt Anton.

## Palmarès

### Championnats du monde
| Épreuve / Édition | Åre 2019 | Cortina 2021 |
| ----------------- | -------- | ------------ |
| Descente          | 31e      | 27e          |
| Super G           | Abandon  | 30e          |
| Combiné alpin     | Abandon  |              |

### Coupe du monde
- Meilleur classement général : 110e en 2020.
- Meilleur résultat : 18e.

#### Classements détaillés
| Année/Classement | Général | Général | Descente | Descente | Slalom | Slalom | Slalom géant | Slalom géant | Super G | Super G | Combiné | Combiné | Parallèle | Parallèle |
| Année/Classement | Class.  | Points  | Class.   | Points   | Class. | Points | Class.       | Points       | Class.  | Points  | Class.  | Points  | Class.    | Points    |
| ---------------- | ------- | ------- | -------- | -------- | ------ | ------ | ------------ | ------------ | ------- | ------- | ------- | ------- | --------- | --------- |
| 2019             | 127e    | 5       | 47e      | 5        | -      | -      | -            | -            | -       | -       | -       | -       | -         | -         |
| 2020             | 110e    | 10      | 46e      | 7        | -      | -      | -            | -            | 55e     | 2       | 39e     | 1       | -         | -         |

### Universiades
- Krasnoyarsk 2019 :
  -  Médaille de bronze en slalom géant.

### Championnats du monde junior
- Davos 2018 : 
  -  Médaille de bronze à la descente.

### Championnats de Russie
- Gagnante de la descente en 2018.